# Wen Lihao
Wen Lihao (* 8. Februar 1983 in Sichuan) ist ein chinesischer Dartspieler.

## Karriere
Wen Lihao nahm 2016 am Shanghai Darts Masters teil und erreichte im Folgejahr das Halbfinale beim Qualifikationsturnier für die PDC World Darts Championship 2018. Fortan nahm Wen vermehrt an Turnieren auf der PDC Asian Tour teil. Beim Shanghai Darts Masters 2018 trat er erneut an, scheiterte jedoch in der ersten Runde deutlich an Michael van Gerwen mit 1:6. Im Herbst 2021 konnte Wen den chinesischen Qualifier für die PDC World Darts Championship 2022 gewinnen. Da er jedoch nicht rechtzeitig ein Visum für das Vereinigte Königreich bekam, zog er einen Tag vor Turnierbeginn seine Teilnahme zurück.
Ende Mai nahm Wen an den Ulaanbaatar Open, einem Turnier der World Darts Federation (WDF) in der Mongolei, teil. Er erreichte hierbei das Finale, unterlag in diesem jedoch Paul Lim mit 2:4.